# Онсу (станция метро)
«Онсу» (кор. 온수역) — пересадочная станция Сеульского метро наземная на Первой (Линия Кёнкин) и подземная на Седьмой линиях. Второе название станции — Университет Сунконхве (성공회대입구). Станция была открыта на уже действующем участке, введённом в эксплуатацию в составе 1-й очереди Первой линии. Подземная станция на Седьмой линии была открыта в составе 2-й очереди данной линии, длиной 10,2 км (всего 9 станций). На станции установлены платформенные раздвижные двери.
Она представлена по две островные платформы на линиях. Станция обслуживается Корейской национальной железнодорожной корпорацией (Korail), на Седьмой линии — Seoul Metropolitan Rapid Transit Corporation. Расположена в квартале Онсудон района Куро города Сеул (Республика Корея).
На Первой линии поезда Кёнвон-экспресс (GWː Gyeongwon) и Кёнкин экспресс (GI: Gyeongin) обслуживают станцию; Кёнбусон — красный экспресс (GB: Gyeongbu red express) и Кёнбусон — зелёный экспресс (SC: Gyeongbu green express) не обслуживают станцию.
Пассажиропоток — на 1-й линии 15 243 чел/день (на 2013 год),, на 7 линии 21 027 чел/день.